# Lijst van voetbalinterlands Anguilla - Antigua en Barbuda (vrouwen)
Deze lijst van voetbalinterlands is een overzicht van alle officiële voetbalinterlands tussen de nationale vrouwenteams van Anguilla en Antigua en Barbuda. De landen hebben tot nu toe vijf keer tegen elkaar gespeeld. 

## Wedstrijden
| № | Plaats       | Datum            | Competitie           | Wedstrijd                     | Uitslag            |
| - | ------------ | ---------------- | -------------------- | ----------------------------- | ------------------ |
| 1 | Saint John's | 28 augustus 2004 | Vriendschappelijk    | Antigua en Barbuda − Anguilla | 1 − 0              |
| 2 | Saint John's | 29 augustus 2004 | Vriendschappelijk    | Antigua en Barbuda − Anguilla | 0 − 1              |
| 3 | North Sound  | 6 april 2022     | WK 2023 kwalificatie | Antigua en Barbuda − Anguilla | 1 − 0              |
| 4 | The Valley   | 17 december 2024 | Vriendschappelijk    | Anguilla − Antigua en Barbuda | 1 − 0              |
| 5 | The Valley   | 21 december 2024 | Vriendschappelijk    | Anguilla − Antigua en Barbuda | 1 − 1 (n.p. 1 - 3) |

## Samenvatting
| Competitie        | Totaal gespeeld | Winst Anguilla | Gelijk | Winst Antigua en Barbuda | Doelsaldo Anguilla – Antigua en Barbuda |
| ----------------- | --------------- | -------------- | ------ | ------------------------ | --------------------------------------- |
| WK kwalificatie   | 1               | 0              | 0      | 1                        | 0 − 1                                   |
| Vriendschappelijk | 4               | 2              | 1      | 1                        | 3 − 2                                   |
| Totaal            | 5               | 2              | 1      | 2                        | 3 − 3                                   |